# Annabel Goldie

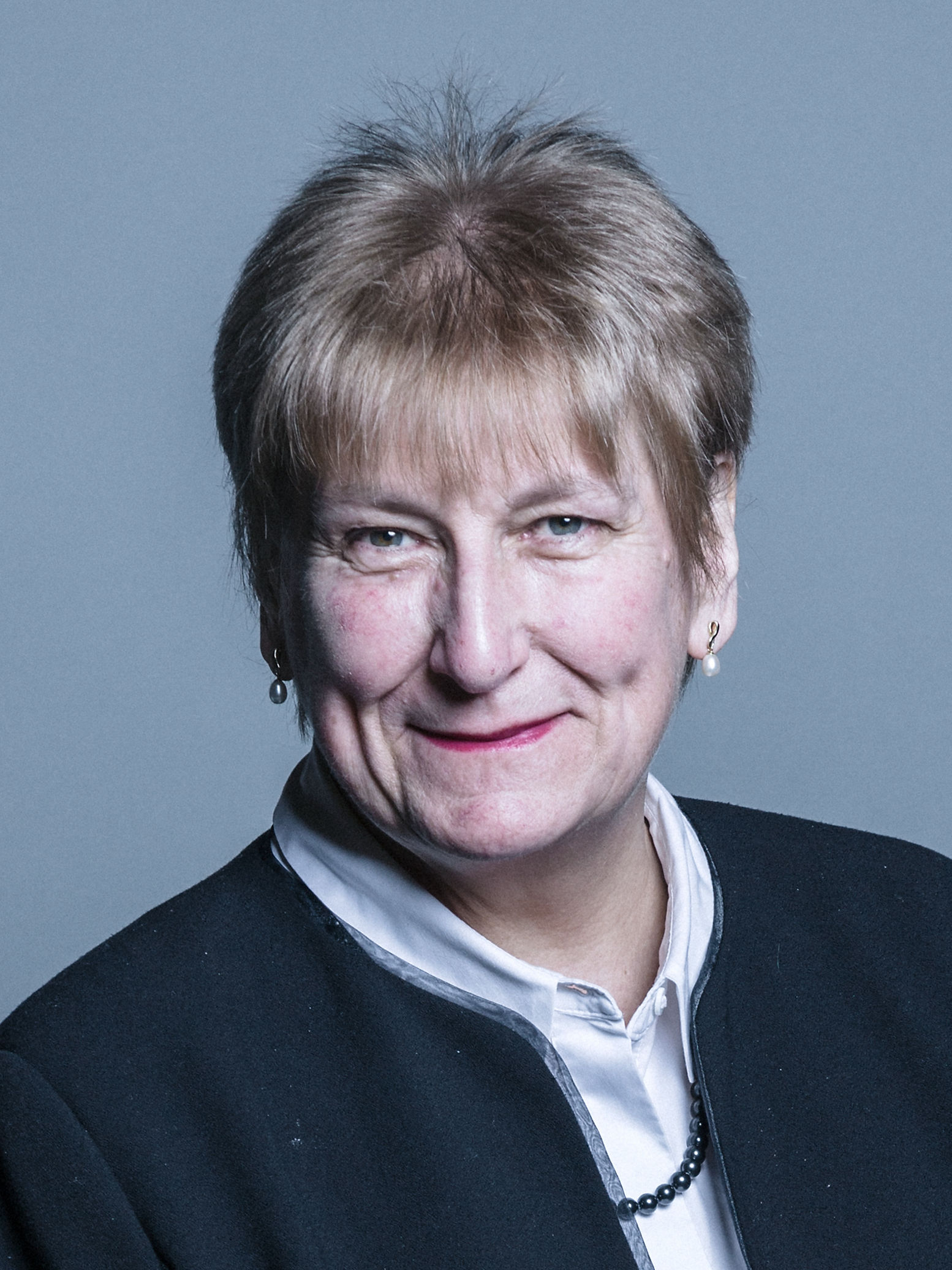
Annabel Goldie

Annabel Goldie, Baroness Goldie (* 27. Februar 1950 in Glasgow) ist eine schottische Politikerin, Mitglied der Conservative Party und Life Peer.

## Leben
Goldie besuchte die Greenock Academy und studierte anschließend Jura an der Universität von Strathclyde. Zwischen 1978 und 2006 war sie als Anwältin tätig. Goldie ist nicht verheiratet. Sie ist Mitglied der schottischen Juristenvereinigung.

## Politischer Werdegang
1992 wurde Goldie stellvertretende Vorsitzende der schottischen Konservativen und wurde nach dem Rücktritt Michael Hirsts 1997 Parteivorsitzende. Erstmals trat sie bei den Britischen Unterhauswahlen 1992 zu Wahlen auf nationaler Ebene an. In ihrem Wahlkreis Renfrew West and Inverclyde erhielt sie aber nur die zweithöchste Stimmenanzahl und verpasste damit den Einzug in das Britische Unterhaus.
Bei den ersten Schottischen Parlamentswahlen im Jahre 1999 bewarb sich Goldie um das Direktmandat des Wahlkreises West Renfrewshire, erhielt jedoch hinter der Labour-Kandidatin Patricia Godman und dem SNP-Politiker Colin Campbell nur die dritthöchste Stimmenanzahl und verpasste damit das Direktmandat des Wahlkreises. Da Goldie aber auf dem ersten Rang der Regionalwahlliste der Conservative Party für die Wahlregion West of Scotland gesetzt war, erhielt sie infolge des Wahlergebnisses eines der beiden Listenmandaten für die Conservative Party in dieser Wahlregion und zog in das neugeschaffene Schottische Parlament ein. In der Folge wurde sie zur stellvertretenden Fraktionsführerin gewählt und fungierte letztlich bis 2006 als Parteisprecherin für Finanzen, Wirtschaft und Industrie. Bei den folgenden Parlamentswahlen 2003 und 2007 verpasste sie jeweils das Direktmandat von West Renfrewshire, obschon sie ihren Stimmenanteil in beiden Fällen ausbauen konnte. Goldie verteidigte jedoch jeweils ihr Listenmandat für West of Scotland. Zwischen 2003 und 2005 fungierte Goldie als Parteisprecherin für Justiz. Nach David McLetchies Rücktritt als Parteichef im Jahre 2005 wurde Goldie als einzige Kandidatin einstimmig zur neuen Parteichefin gewählt. West Renfrewshire, für das Goldie seit 1999 antrat wurde im Zuge der Wahlkreisreform 2011 aufgelöst. Zu den Parlamentswahlen 2011 kandidierte Goldie darum im neugeschaffenen Wahlkreis Renfrewshire North and West. Das Direktmandat ging jedoch an Derek Mackay von der SNP. So erhielt Goldie zum vierten Mal in Folge ein Listenmandat der Konservativen und verblieb damit auch in der vierten Wahlperiode im Schottischen Parlament. Im November 2011 trat Goldie als Parteichefin zurück. Als Nachfolgerin wurde Ruth Davidson gewählt. Derzeit ist Goldie die Parteisprecherin für Kultur und Gemeinden.
Am 3. Oktober 2013 wurde Goldie zum Life Peer mit dem Titel Baroness Goldie, of Bishopton in the County of Renfrewshire, erhoben und damit Mitglied des House of Lords.